# La Chapelle-du-Bois-des-Faulx
La Chapelle-du-Bois-des-Faulx ist eine französische Gemeinde mit 656 Einwohnern (Stand 1. Januar 2022) im Département Eure in der Region Normandie (vor 2016 Haute-Normandie). Sie gehört zum Arrondissement Évreux, zum Kanton Évreux-2 sowie zum Gemeindeverband Évreux Portes de Normandie.
Die Einwohner werden Chapellois und Chapelloises genannt.

## Geographie
La Chapelle-du-Bois-des-Faulx liegt etwa 14 Kilometer nördlich von Évreux.

### Nachbargemeinden
Umgeben ist La Chapelle-du-Bois-des-Faulx von den Nachbargemeinden Heudreville-sur-Eure im Norden und Osten, Irreville im Osten und Südosten, Le Boulay-Morin im Süden, Émalleville im Südwesten und Westen sowie La Vacherie im Westen und Nordwesten.

## Bevölkerungsentwicklung
| Jahr                       | 1962 | 1968 | 1975 | 1982 | 1990 | 1999 | 2006 | 2013 | 2019 |
| Einwohner                  | 142  | 143  | 213  | 355  | 410  | 460  | 474  | 555  | 688  |
| Quellen: Cassini und INSEE |      |      |      |      |      |      |      |      |      |

## Sehenswürdigkeiten
- Kirche Saint-Nicolas, am Vorabend der Französischen Revolution errichtet
- Schloss La Chapelle, 1883 wieder errichtet

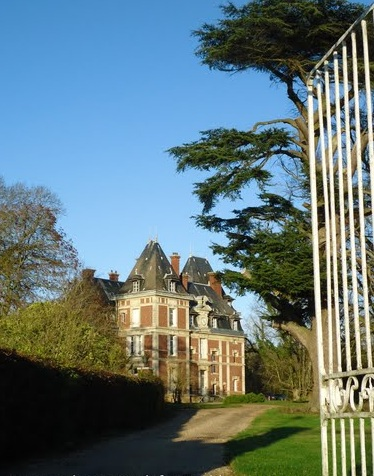
Schloss